# Надгробни споменик-усамљеник у Брусници
Надгробни споменик-усамљеник у Брусници (Општина Горњи Милановац) подигнут 1844. године на потесу Додуша, у близини старог брусничког гробља.

## Опис споменика
Обележје је подигнуто ван гробља, на оближњој ливади. Садашњи власници имања, вођени практичним разлозима, 2001. године изместили су споменик са обрадиве парцеле и поставили с доње стране пута. Након породичне трагедије која је уследила, као потврда веровања да измештање споменика доноси несрећу, споменик је враћен на првобитно место.
Омањи споменик у облику стуба, димензија 78х29х22 cm, од „буњастог” камена који подсећа на вујетиначки. С предње стране споменика, у плитком лучном пољу, уклесан је крст.

## Епитаф
На предњој страни споменика, неправилним рукописом, уклесан је натпис:
1844 / ОВДЕ / ПОЧИ / ВАЈЕ
Остатак текста са именом покојника није видљив, јер је приликом узиђивања у бетон, висина споменика знатно скраћена.